# KSD-VP-1/1
KSD-VP-1/1 ist die wissenschaftliche Bezeichnung für das fossile Teilskelett eines 3,58 Millionen Jahre alten, vermutlich männlichen Individuums von Australopithecus afarensis. Dem Fund wurde von seinen Entdeckern der Spitzname Kadanuumuu („Großer Mann“ in der Sprache der Afar) gegeben. Geborgen wurde das Fossil im Jahre 2005 im Bereich der Grabungsstätte Woranso-Mille in der Region Afar von Äthiopien durch ein Team, das von Yohannes Haile-Selassie geleitet wurde. Die Bezeichnung KSD-VP-1 verweist auf den genauen Fundort, die Korsi Dora vertebrate locality 1.
Erhalten geblieben sind unter anderem das komplette Schulterblatt, Teile des Beckens sowie Teile des linken Oberschenkelknochens und des linken Schienbeins einschließlich ihrer Endstücke im Bereich des Kniegelenks, ferner Fragmente des Oberarmknochens und der Elle einschließlich ihrer Endstücke im Bereich des Ellbogengelenks. Basierend auf den morphologischen Merkmalen dieser Knochen kamen die Forscher zu dem Ergebnis, dass KSD-VP-1/1 – fast wie ein anatomisch moderner Mensch (Homo sapiens) – aufrecht auf zwei Beinen ging. Daraus wurde gefolgert, dass KSD-VP-1/1 zu Lebzeiten eher auf dem Boden als auf Bäumen seinen Lebensmittelpunkt hatte.
Zeresenay Alemseged, der im Jahr 2000 in der Fundstelle Dikika im Afar-Dreieck das ungewöhnlich vollständig erhaltene Skelett des jugendlichen, weiblichen Australopithecus afarensis DIK 1-1 geborgen hatte, wandte hingegen ein, dass KSD-VP-1/1 möglicherweise gar nicht zu Australopithecus afarensis gehört. Er verwies darauf, dass DIK 1-1 zwar aufrecht gehen konnte; jedoch ähnelt das sehr gut erhaltene rechte Schulterblatt eher dem eines Gorillas als eines modernen Menschen und verweist darauf, dass DIK 1-1 noch häufig mit nach oben, über den Kopf hinweg gestreckten Armen in Bäumen gehangelt hat.